# Милка Цанић
Милка Цанић (Београд, 18. јул 1944 — Београд, 19. октобар 2016) била је српски лектор и супервизор (стручни консултант) популарног српског квиза ТВ Слагалица. Дневни лист Глас јавности ју је у једном свом интервјуу описао као једну од најпопуларнијих телевизијских личности у Србији. По занимању је била дипломирани филолог. Радила је као професор у Приштинској гимназији, затим у Војној гимназији у Београду, а од тада као лектор.
Милка Цанић о себи: „Гледаоци мисле да је моја улога само да кажем оно чувено ’добро вече’, али иза тога стоји врло одговоран и напоран свакодневни рад, који подразумева стално прелиставање и ишчитавање енциклопедија, речника, књига...”

## Политички ангажман
На Парламентарним изборима у Србији 2008. коалиција Демократска странка Србије — Нова Србија кандидовала је Милку Цанић за своју посланицу.